# Пашковская, Юлия Максимовна
Юлия Макси́мовна Пашко́вская (12 мая 1936, Воронеж — 17 июня 2014, Киев) — советская эстрадная певица и актриса.

## Биография
Юлия Пашковская родилась в Воронеже. Детство у будущей певицы было трудное, отец бросил их с мамой и братом. От переживаний у матери помутился рассудок, она попала в больницу. Чтобы как-то прокормиться, Юля по вечерам пела в кинотеатрах перед сеансами. После школы поступила на вокальное отделение Львовского музыкального училища, которое окончила в 1958 году.
В 1963 году окончила Киевское музыкальное училище.
В 1960 году Юлия начала работать солисткой в «Укрконцерте», где проработала до 1986 года).
12 декабря 1961 года вышла замуж за артиста Юрия Тимошенко, знаменитого «Тарапуньку».
В 1961—1986 годах — постоянная участница концертных программ Тарапуньки и Штепселя.
С 1969 года — солистка ВИА «Граймо».
Умерла в Киеве 17 июня 2014 года после тяжёлой болезни. Похоронена на Байковом кладбище рядом с могилой мужа и старшего сына.

### Семья
- Два сына от брака с Юрием Тимошенко, первый сын Саша покончил жизнь самоубийством[4].

## Фильмография
- 1958 — Жених с того света — эпизод
- 1960 — Обыкновенная история — Аня
- 1962 — Ехали мы, ехали… — певица + вокал
- 1965 — В первый час
- 1969 — Старый знакомый — певица
- 1970 — Смеханические приключения Тарапуньки и Штепселя — певица
- 1976 — От и до — певица
- 1986 — Моя хата с краю